# زیردریایی تیپ ۶
زیردریایی تیپ ۶ (به انگلیسی: Japanese Type 6 submarine) یک کلاس از زیردریایی است که طول آن ۲۲٫۵ متر (۷۴ فوت) می‌باشد. این کلاس از زیردریایی در سال ۱۹۰۵ ساخته شد.